# Bá tước xứ Chichester
Bá tước xứ Chichester (tiếng Anh: Earl of Chichester) là một tước hiệu đã được tạo ra ba lần, hai lần thuộc Đẳng cấp quý tộc Anh và một lần thuộc Đẳng cấp quý tộc Vương quốc Liên hiệp Anh.
Năm 1644, tước hiệu lần đầu tiên được lập ra và trao cho Francis Leigh, Nam tước thứ nhất xứ Dunsmore. Năm 1675, tước hiệu này được tạo ra lần thứ 2 với tư cách là tước hiệu nhã xưng dành cho Charles Fitzroy, con trai ngoài gia thú của Charles II của Anh với người tình Barbara Villiers, Công tước thứ 1 xứ Castlemaine. Nhưng tước hiệu đã bị thu hồi sau cái chết của người nắm giữ thứ 3 vào năm 1774. Năm 1801, tước hiệu được tạo ra lần thứ 3 và trao cho Thomas Pelham, Nam tước Pelham thứ 2 xứ Stanmer và vẫn truyền lại cho đến tận ngày nay.